# Cassida nobilis
Cassida nobilis är en skalbaggsart som beskrevs av Carl von Linné 1758. Cassida nobilis ingår i släktet Cassida, och familjen bladbaggar. Arten är reproducerande i Sverige.

## Bildgalleri

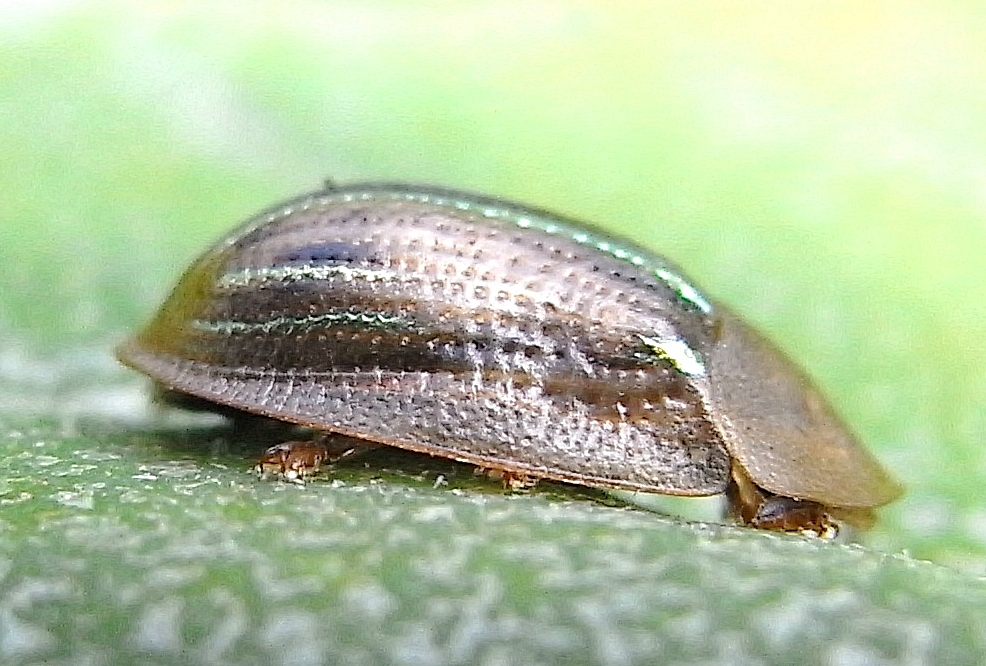
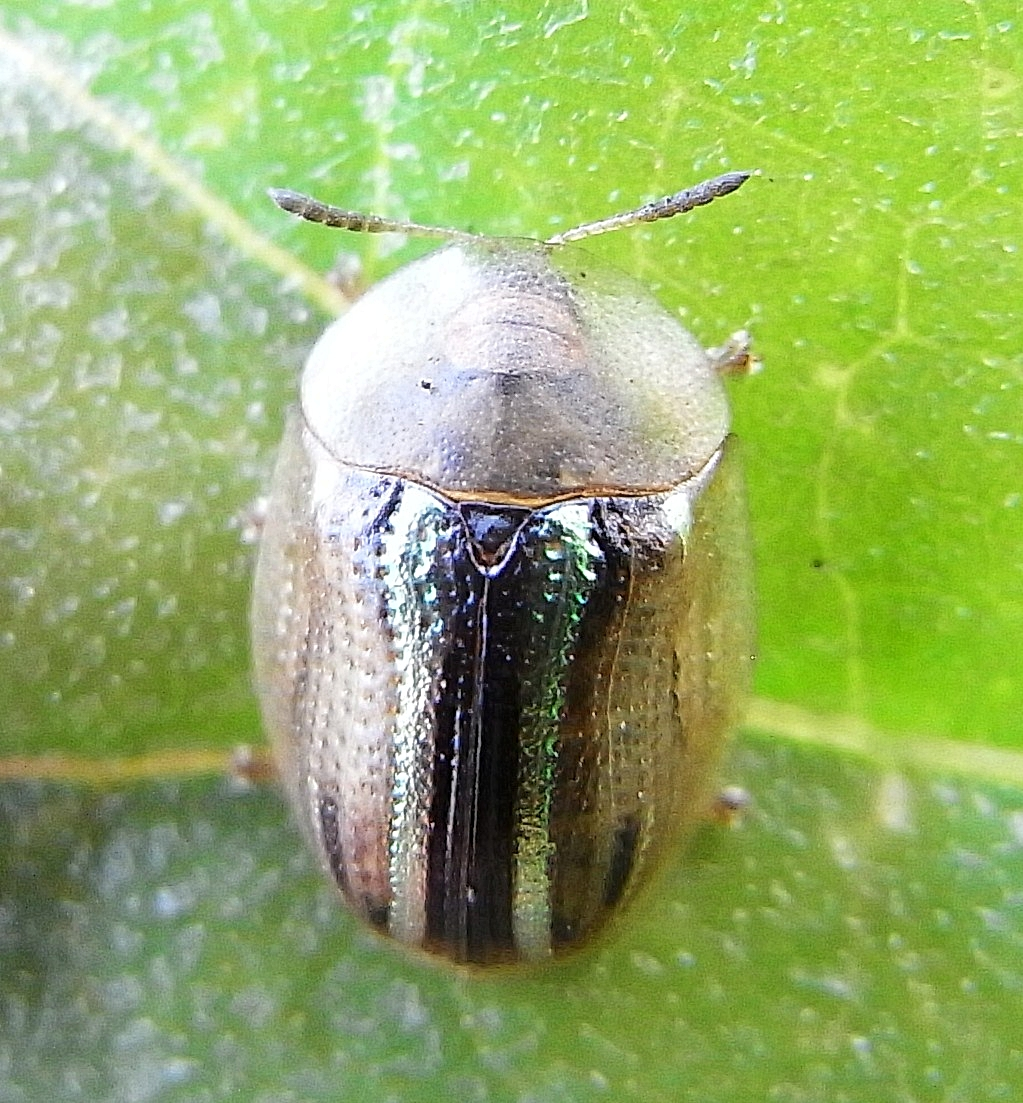
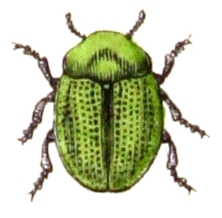